# Scylaticus bunohippus
Scylaticus bunohippus là một loài ruồi trong họ Asilidae. Scylaticus bunohippus được Londt miêu tả năm 1992. Loài này phân bố ở vùng nhiệt đới châu Phi.